# 호로

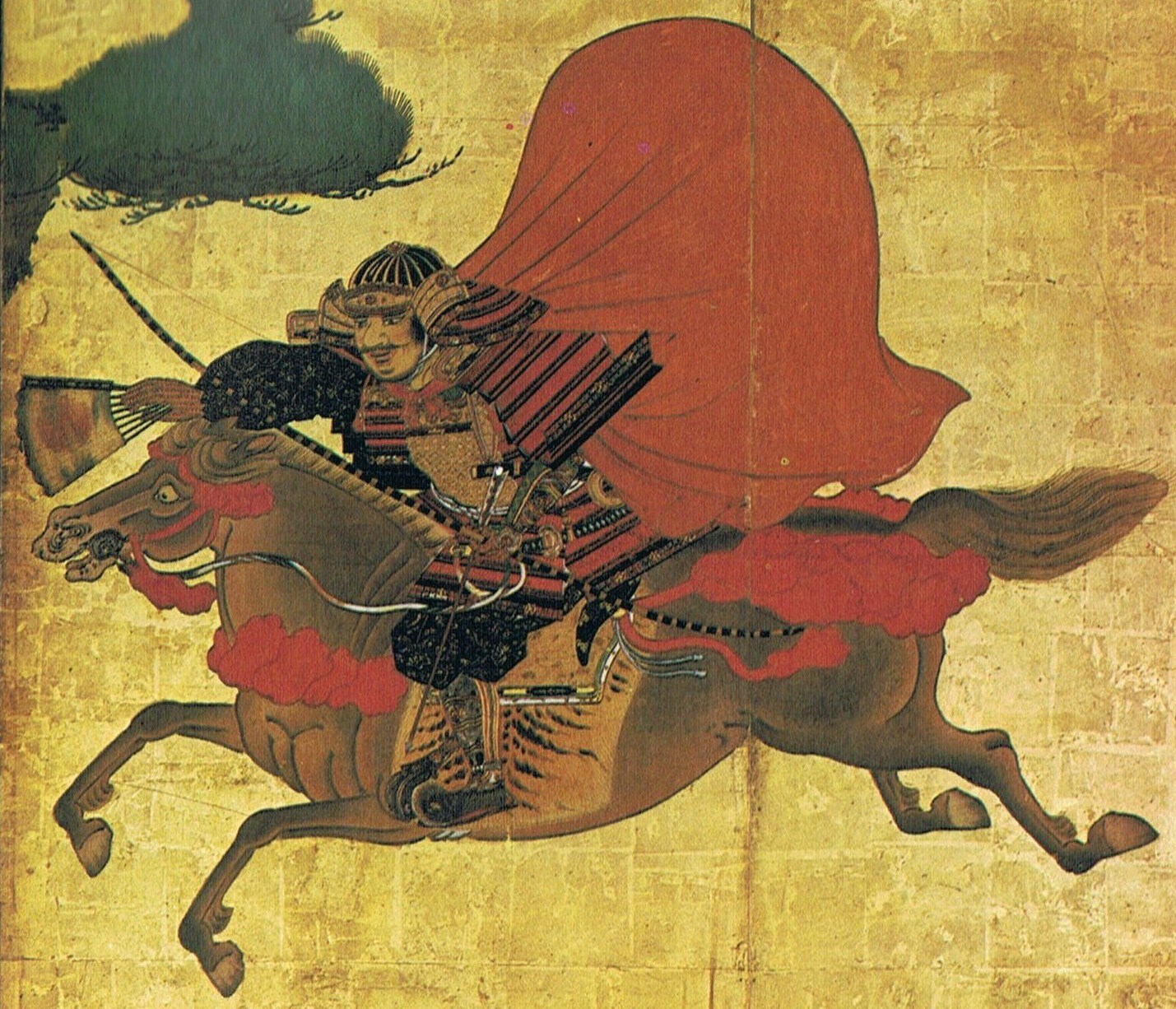
구마가이 나오자네 초상. 뒤에 휘날리는 망또가 호로다.

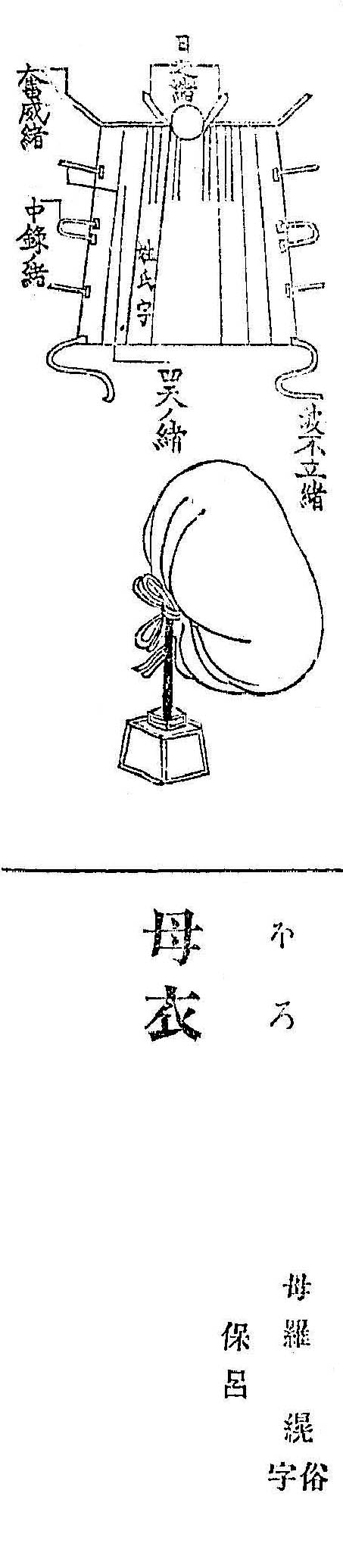
호로(와칸산사이즈에)

호로(母衣)는 일본 군인의 복장 중 하나이다. 일본어로 幌, 保侶라고 표기되기도 한다.
원래는 헤이안 시대 말기에 생긴 가케보로(懸保侶)라고 하는 보조방어구였다. 등에 긴 천을 휘어놓은 것으로, 말을 타고 달리게 되면 바람을 안고 부풀어서 배후에서 오는 화살을 방어하는 역할을 하여, 오요로이(大鎧)와 같이 말을 타고 달리며 활을 주무기로 하는 당시의 무사의 전투법에 적당하였다.
기마전투가 사라진 무로마치 시대즈음부터, 내부에 대나무 등으로 엮은 바구니를 넣어 항상 바람을 안고 부풀은 형태를 한 장식으로 변화하여, 사시모노의 한 종류가 되었다.
무사의 조직화가 진행된 센고쿠 시대에는, 빨강, 노랑 등 눈에 띄는 색으로 채색되어서 적, 아군을 구별하기 쉬웠던 호로는, 다이묘의 정예무사나, 본진과 전선부대의 사이를 왕래하는 쓰카이반에게 착용이 허락되는 명예의 군복으로 사용되었다. 오다 노부나가가 우마마와리(馬廻)에서 선발하여 쓰카이반 역할을 한 구로호로슈(黒母衣衆),  아카호로슈(赤母衣衆)나, 도요토미 히데요시의  기호로슈(黄母衣衆) 등이 유명하며,  에도 시대의 여러 번 중에서도, 호로슈를 둔 곳이 있었다.